# Auster Aircraft
Auster Aircraft Limited fue un fabricante de aviones británico desde 1938 hasta 1961.

## Historia
La compañía comenzó en 1938 en Britannia Works, Thurmaston, cerca de Leicester, Inglaterra, como Taylorcraft Airplanes (England) Limited, fabricando aviones de observación ligeros diseñados por Taylorcraft Aircraft Corporation of America. Durante la Segunda Guerra Mundial se construyeron 1604 monoplanos Taylorcraft Auster de ala alta para las fuerzas armadas del Reino Unido y Canadá, principalmente para realizar la función de puesto de observación aérea (AOP).
Durante la guerra, la oficina central y la oficina de dibujo estaban en una casa grande y antigua en las afueras de Thurmaston llamada "The Woodlands". Los fuselajes y las alas se fabricaban en Syston bajo la dirección del director de fábrica llamado Sharp. El trabajo de chapa se realizaba en la antigua fábrica 'para todo' de Thurmaston. El montaje final, el equipamiento y las pruebas se llevaban a cabo en el Aeródromo de Rearsby. El nombre cambió a Auster (por el nombre romano del viento del sur) el 7 de marzo de 1946, cuando la producción se trasladó al aeródromo de Rearsby, todo en Leicestershire . Todos los diseños evolucionaron desde los primeros Taylorcraft con un patín con resorte o rueda de cola debajo del empenaje (excepto un avión de ala baja llamado "Agricola" diseñado para realizar trabajos agrícolas aéreos; sólo nueve de ellos se completaron). Cuando la compañía se fusionó con Beagle Aircraft en junio de 1961, el diseño de ala alta se desarrolló aún más, convirtiéndose en el Terrier y, con rueda de morro, en el Airedale.
El nombre Auster se abandonó en 1962, después de la creación de Beagle Aircraft.

## Aeronaves

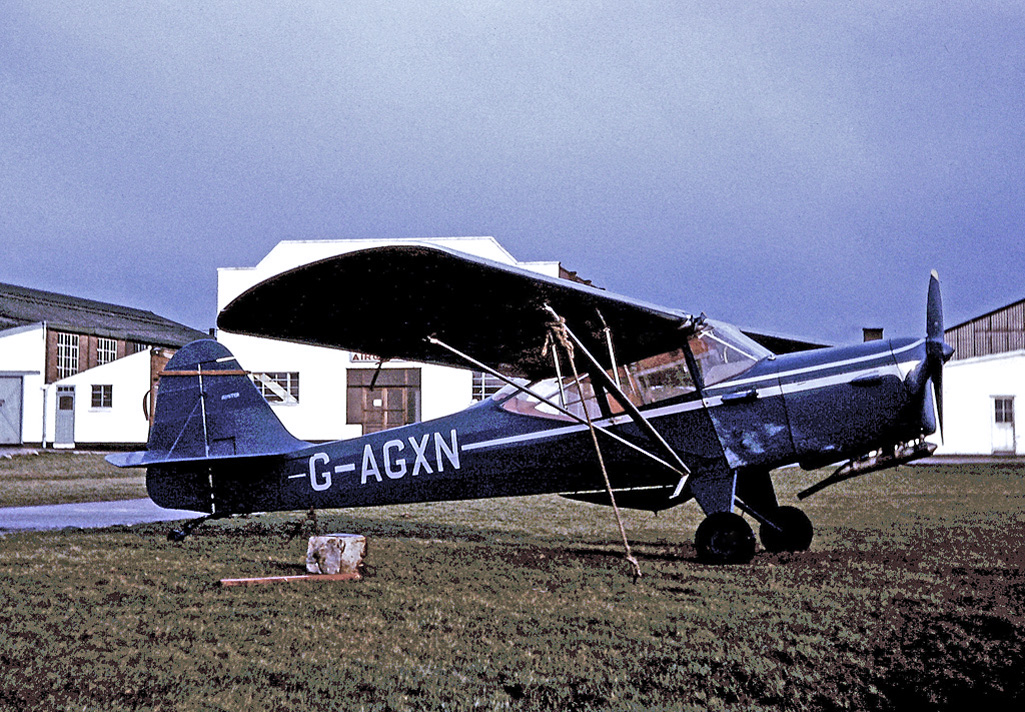
Auster Alpha estacionado frente a las instalaciones de ensamblaje originales de Auster, en Rearsby, en 1966.

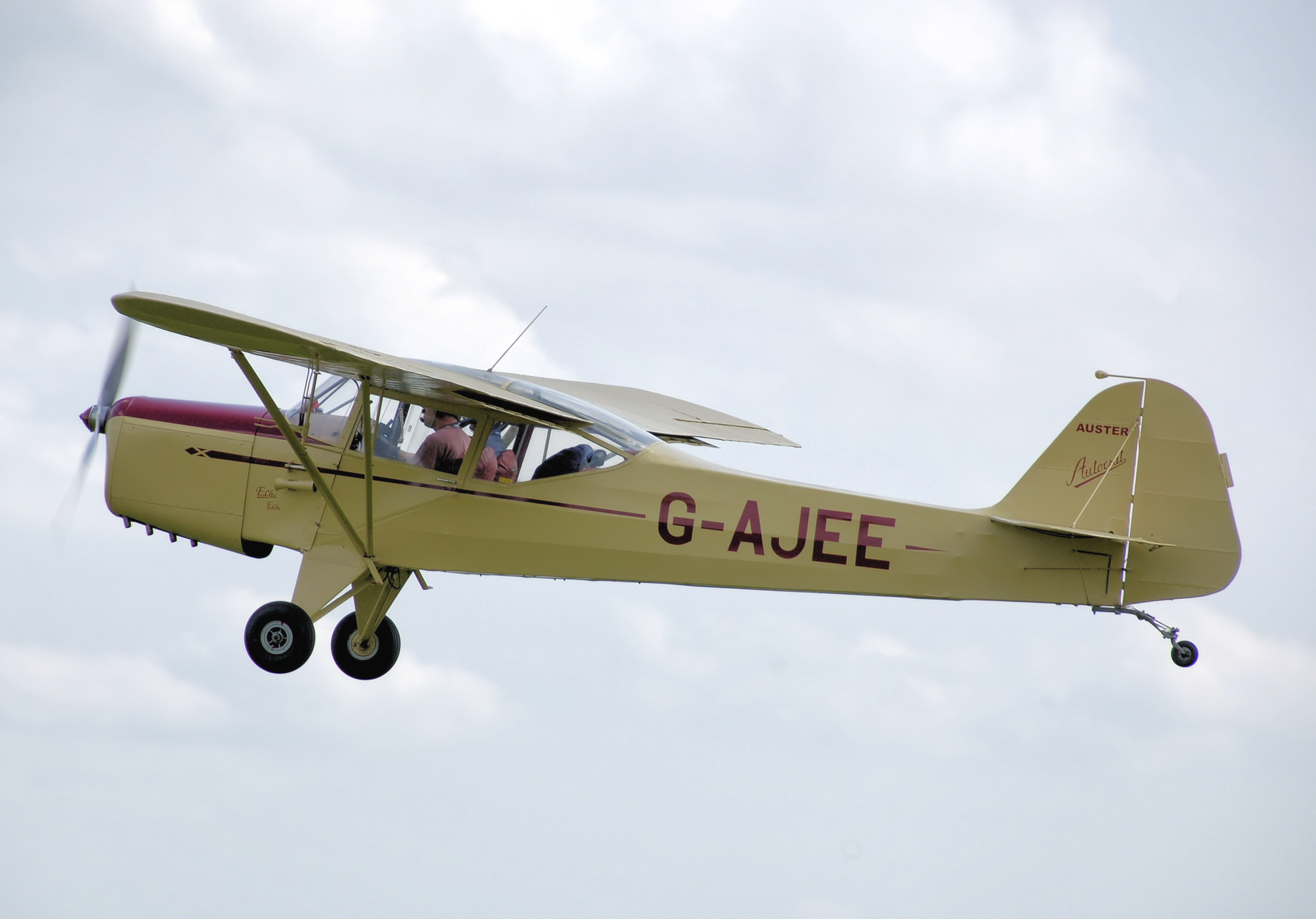
Auster Autocrat 5J1, construido en 1946.

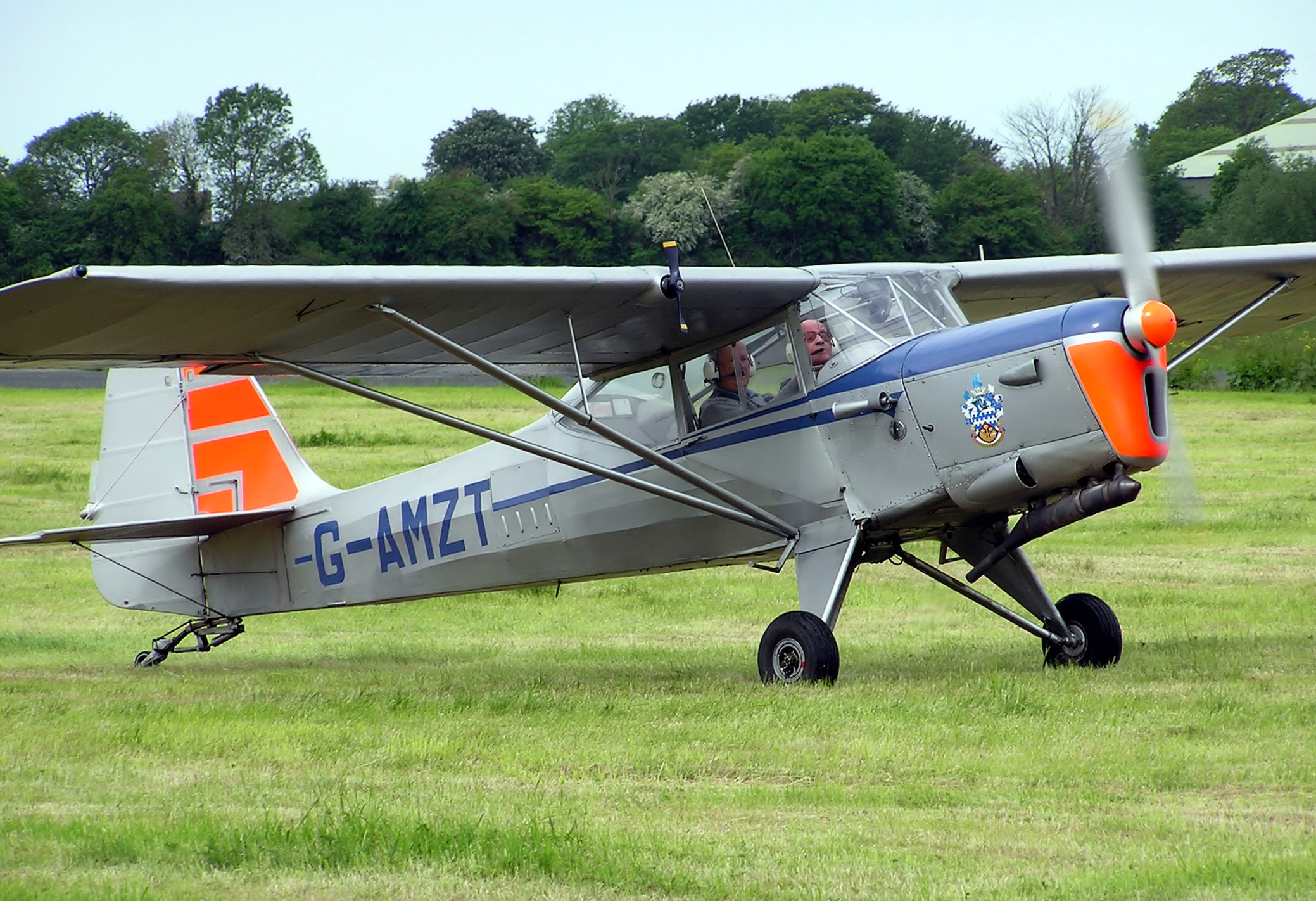
Auster J/5F Aiglet Trainer de 1953.

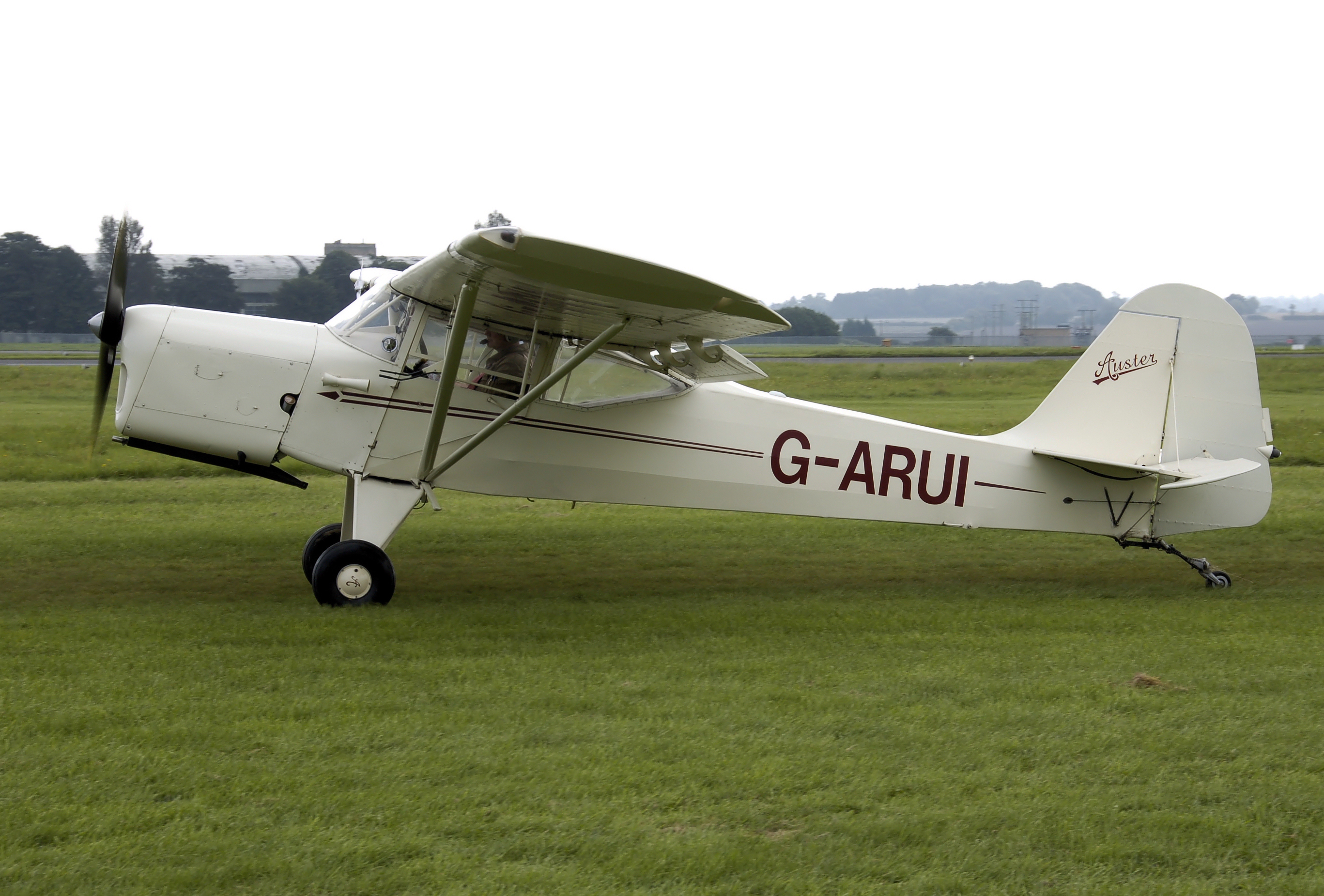
Beagle A.61 Terrier de 1962.

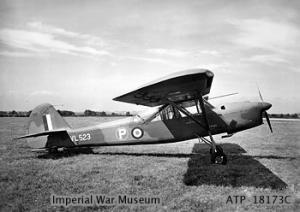
El segundo prototipo del Auster A.2/45, VL523, de 1949.

- Taylorcraft Plus C: Taylorcraft B construido bajo licencia.
- Taylorcraft Plus D: Plus C remotorizado.
- Model D/1 (Auster I): versión militar del Plus C con ventanas agrandadas.
- Model E (Auster III): Auster I remotorizado con flaps divididos y motor Gipsy Major 1.
- Model F (Auster II): Auster I remotorizado  con el Lycoming O-290-3.
- Model G (Auster IV): fuselaje modificado con cristales traseros aumentados y motor Lycoming O-290-3.
- Model H: planeador de entrenamiento biplaza en tándem experimental, convertido desde Taylorcraft B.
- Model J (Auster V): como el Auster IV con instrumentos de vuelo a ciegas y sistema de vacío, motor Lycoming O-290-3/1.
- Auster J (familia)
  - Mk 5: conversión civil de Auster V con motor Lycoming O-290-3(C).
  - Mk 5 Alpha: aviones Auster Mk 5 nuevos con motor Lycoming O-290-3(C).
  - Mk 5-150: conversión de Auster V civil con motor Lycoming O-320.
  - J/1 Autocrat: avión ligero monoplano de ala alta triplaza (equipado con un motor  Blackburn Cirrus Minor II).
  - J/1A Autocrat: versión de cuatro asientos del Autocrat.
  - J/1B Aiglet: versión agrícola remotorizada del Autocrat (motor De Havilland Gipsy Major 1).
  - J/1N:  conversión de J/1 Autocrat de motor Cirrus Minor II a Gipsy Major 1.
  - J/1N Alpha: aviones J/1N nuevos (motor De Havilland Gipsy Major 1).
  - J/1S Autocrat: conversión a motor De Havilland Gipsy Major 10 Mk 2..
  - J/1U Workmaster: versión agrícola del Alpha, con motor Lycoming O-360.
  - J/1Y: conversión de la Serie J/1 al motor Lycoming O-320. Predecesor del Auster D5/160.[2]
- J/2 Arrow
- J/3 Atom: versión de baja potencia del Arrow, con motor Continental.
- J/4: Arrow con motor Blackburn Cirrus Minor I. Predecesor del Auster D4/108.
- J/5 Adventurer: avión ligero monoplano de ala alta triplaza.
  - J/5 Adventurer
  - J/5A Adventurer
- J/5 Autocar
  - J/5B Autocar: avión ligero monoplano de ala alta cuatriplaza.
  - J/5E Autocar
  - J/5G Autocar
  - J/5P Autocar
  - J/5T Autocar: sólo uno construido.
  - J/5V Autocar
- J/5 Aiglet Trainer: versión acrobática con envergadura de 32 pies.
  - J/5F Aiglet Trainer
  - J/5K Aiglet Trainer
  - J/5L Aiglet Trainer
  - J/8L Aiglet Trainer
- J/5 Alpine: Aiglet Trainer mejorado con envergadura de 36 pies.
  - J/5R Alpine
  - J/5Q Alpine
- Model K (Auster AOP.6): avión de observación aérea de posguerra.
  - Auster 6A Tugmaster: conversión para el remolcado de planeadores del Auster 6.
  - Auster 6B/Beagle Terrier: conversión civil del Auster 6.
- Model L: propuesto monoplano de ala baja basado en la célula del Model G, con motor Lycoming O-290-3, no construido.
- Model M (Auster A.2/45): Avión AOP de ala alta de 2 o 3 asientos, sólo prototipo.[3]
- Model N (Auster A.2/45): Model M rediseñado, sólo prototipo.
- Modelo P (Auster Avis): cuatro plazas basado en el J/1 con fuselaje más delgado, dos construidos.
- Model Q (Auster T.7): versión del AOP.6 de entrenamiento biplaza.
- Model S: avión AOP basado en AOP.6 con cola agrandada, sólo prototipo.
- Model A3: proyecto de avión ligero biplaza con motor Blackburn Cirrus Minor, no construido.
- Model A4: proyecto de desarrollo biplaza de diseños actuales (1948) con motor Blackburn Cirrus Minor 2, no construido.
- Model A5: proyecto de cooperación militar de cuatro asientos con motor De Havilland Gipsy Major 10; dos versiones previstas, una con tren de aterrizaje convencional para trabajos de ambulancia aérea y una versión con tren de aterrizaje triciclo para trabajos de comunicaciones y reconocimiento, no construido.
- Model A6: variante del A4 con motor Cirrus Minor moviendo un ventilador canalizado con caja reductora, no construido.
- Model A7: proyecto de bimotor ligero, no construido.
- Model A8: proyecto AOP de tres asientos con motor Bombardier, no construido.
- Model A9: proyecto para cubrir un requisito de la Real Fuerza Aérea por un avión de entrenamiento biplaza; se seleccionó el Percival Provost y el A9 no se construyó.
- Model B1: proyecto AOP de ala media, no construido.
- Model B3: blanco aéreo controlado por radio.
- Model B4 (Auster B4): avión ambulancia de cuatro asientos y ala alta.
- Model B5 (Auster AOP.9): avión militar de observación aérea de los años 50.
- Model B6: proyecto agrícola con ala en parasol y cubierta de burbuja, no construido.
- Model B8 (Auster B8 Agricola): avión agrícola de ala baja.
- Model B9: proyecto de helicóptero ramjet, no construido.
- Model C4 (Auster Antartic): Auster T.7 modificado para apoyo antártico.
- Model C6 (Auster Atlantic): monoplano turístico de cuatro asientos con ala alta y tren de aterrizaje triciclo, uno construido.
- Model D4 (Auster D4): desarrollo biplaza del Auster Arrow.
- Model D5 (Auster D5): versión rediseñada de Auster Alpha con cola modificada, desarrollada como Beagle Husky
- Model D6 (Auster D6): desarrollo de cuatro asientos de Auster Autocar.
- Model D8: designación original de Beagle Airedale.
- Model E3: AOP.9 con motor modificado como el AOP.11.